# The Mondrians
The Mondrians är ett alternative/indie-band från Schweiz. Deras första album kom i november 2009 och de spelade in det i Spanien och Frankrike. Mondrians var förband åt The Kooks i Zürich när de spelade där.

## Medlemmar
- Maxime O- sjunger och spelar gitarr
- Aldric - sjunger och spelar gitarr
- Cedric - trummor
- Louis - sjunger och spelar bas